# Fauna (istennő)
Fauna római istennő Faunus leánya vagy felesége, esetleg testvére, a mítoszok különbözőek ebben a kérdésben. A gyógyítás, a termékenység és a szűzesség védnöke. Faun az erdők, mezők istene és a pásztorok védelmezője, Fauna pedig az itt élő összes állat istennője. A késő köztársaságkorra kultusza egybeolvadt Bona Dea kultuszával. Lehetséges, hogy Fauna jelzője volt eredetileg a „jó istennő”,  és a Bona Dea kapcsán említett titkos név, amit nem lehetett kimondani, Faunáé. De az is lehet, hogy Bona Dea egy általános isteneszményből testesült meg Faunához hasonló alakban.